# Mount Flett
Mount Flett är ett berg i Antarktis. Det ligger i Östantarktis. Australien gör anspråk på området. Toppen på Mount Flett är 913 meter över havet.
Terrängen runt Mount Flett är platt norrut, men söderut är den kuperad. Trakten är obefolkad. Det finns inga samhällen i närheten.